# Gavin Smith
Gavin Smith (* 4. September 1968 in Guelph, Ontario; † 14. Januar 2019 in Houston, Texas) war ein professioneller kanadischer Pokerspieler. Smith erspielte sich in seiner Karriere Live-Turnierpreisgelder von mehr als 6 Millionen US-Dollar und trug den Spitznamen Birdguts. Er gewann ein Bracelet der World Series of Poker sowie einen Titel beim Main Event der World Poker Tour, bei der er 2005/06 als Spieler des Jahres ausgezeichnet wurde.

## Persönliches
Smith lernte das Kartenspielen von seinem Vater durch Cribbage und Rommé. Er begann im Alter von 26 Jahren Poker zu spielen. 1996 wurde er Croupier und eröffnete zwei Jahre später seinen eigenen Pokerclub. Vor seiner Karriere als professioneller Pokerspieler arbeitete er als Taxifahrer und auf einem Golfplatz. Smith lebte zuletzt in Houston im US-Bundesstaat Texas, wo er im Januar 2019 im Alter von 50 Jahren starb.

## Pokerkarriere
Smith erspielte sich Ende des Jahres 1998 seine ersten Live-Preisgelder bei den World Poker Finals in Mashantucket. Dort gewann er auch Anfang Dezember 1999 sein erstes Live-Turnier und sicherte sich eine Siegprämie von knapp 15.000 US-Dollar. Anfang Mai 2003 war Smith erstmals bei der World Series of Poker (WSOP) in Binion’s Horseshoe in Las Vegas erfolgreich und kam bei einem Event der Variante Seven Card Stud Hi-Lo Split in die Geldränge. Im Jahr darauf belegte er beim Main Event der WSOP 2004 den 52. Platz, der mit 45.000 US-Dollar bezahlt wurde. Mitte Mai 2005 spielte Smith beim Mirage Poker Showdown im Mirage Hotel am Las Vegas Strip. Er gewann zunächst ein Side-Event mit einer Siegprämie von mehr als 150.000 US-Dollar, die zudem einen Platz im Main Event der Serie beinhaltete. Zehn Tage später setzte er sich dort gegen 316 andere Spieler durch und sicherte sich neben einem Titel der World Poker Tour (WPT) das mit mehr als 1,1 Millionen US-Dollar höchste Preisgeld seiner Karriere. Bei der nun im Rio All-Suite Hotel and Casino am Las Vegas Strip ausgespielten WSOP 2005 kam Smith viermal in die Geldränge. Im Oktober 2005 erreichte Smith erneut den Finaltisch des WPT-Main-Events und belegte im Hotel Bellagio am Las Vegas Strip den mit knapp 330.000 US-Dollar dotierten dritten Platz. Auch Mitte Januar 2006 in Tunica saß er am letzten Tisch des WPT-Main-Events und beendete das Turnier als Vierter für über 170.000 US-Dollar Preisgeld. Aufgrund dieser Leistungen wurde Smith am Ende der vierten Staffel der World Poker Tour, im Mai 2006, als WPT Player of the Year ausgezeichnet. Im Mai 2006 belegte Smith den zweiten Platz beim Main Event des WSOP-Circuitturniers in New Orleans und erhielt knapp 300.000 US-Dollar. Mitte Juli 2006 gewann er die World Pro-Am Challenge am Las Vegas Strip und sicherte sich den Hauptpreis von 500.000 US-Dollar. Bei der WSOP 2006 belegte Smith den elften Platz bei der erstmals ausgetragenen H.O.R.S.E. Championship für mehr als 200.000 US-Dollar. Im Oktober 2010 erreichte er beim WPT-Main-Event in Niagara Falls den Finaltisch und belegte den mit mehr als 600.000 Kanadischen Dollar dotierten zweiten Platz. Bei der WSOP 2010 gewann Smith ein Event in Texas Hold’em mit gemischten Limits und sicherte sich eine Siegprämie von knapp 270.000 US-Dollar sowie ein Bracelet. Bei der WPT Ende November 2012 in Kahnawake saß er am Finaltisch des Main Events und wurde Vierter für mehr als 210.000 US-Dollar. Bei der WSOP 2016 erreichte Smith Finaltische im 8-Game sowie bei einem Mix aus Pot-Limit Omaha 8 or Better und Big O. Sein letztes Live-Preisgeld gewann er Mitte Juli 2017 beim Main Event der World Series of Poker 2017.